# كارستوس
كَارِسْتُوس (باليونانية: Κάρυστος)‏ هي مدينة في إففويا في مقاطعة كينتريكي إلادا في اليونان.
يبلغ عدد سكانها قرابة 4805 نسمة.